# Християн Василев
Християн Василев (роден на 5 декември 1997 г.) е български футболист, вратар, който играе за Янтра (Габрово).

## Кариера

### Янтра Габрово
Като продукт на Славия София, преминава под наем в отбора на Янтра Габрово през януари 2016.

### Витоша Бистрица
През юни 2016, той преминава в отбора на Витоша Бистрица. Прави дебюта си за отбора на 8 август 2016 г., записвайки суха мрежа срещу Лудогорец II.  На 2 юни 2017 г., той записва суха мрежа при победата на Витоша в плейофа срещу Нефтохимик Бургас с 1:0, която класира отбора в Първа лига за първи път в тяхната история.
На 17 юли 2017 г. подписва нов договор с отбора. На 30 юли 2017 г. прави дебюта си в Първа лига в мач срещу Левски София.

## Национален отбор
Прави дебюта си за Младежкия национален отбор в приятелски мач срещу този на Грузия, спечелен трудно от българския отбор.